# Nemoura gladiata
Nemoura gladiata är en bäcksländeart som beskrevs av Uéno 1929. Nemoura gladiata ingår i släktet Nemoura och familjen kryssbäcksländor. Inga underarter finns listade i Catalogue of Life.